# جیمز دبلیو. فلنگن
جیمز دبلیو. فلنگن (به انگلیسی: James Winright Flanagan) سناتور سابق عضو حزب جمهوری‌خواه ایالات متحده آمریکا بود. وی در سال ۱۸۷۰ تا ۱۸۷۵ میلادی سناتور ایالت تگزاس در سنای ایالات متحده آمریکا بود.